# Odznaka Honorowa za Zasługi dla Województwa Łódzkiego
Odznaka Honorowa za Zasługi dla Województwa Łódzkiego – polskie odznaczenie samorządowe, nadawane za zasługi w gospodarczym, kulturalnym i społecznym rozwoju województwa łódzkiego.

## Charakterystyka
Odznaczenie zostało ustanowione uchwałą Sejmiku Województwa Łódzkiego z dnia 21 września 2010 roku. Odznaka może być nadawana osobom fizycznym, jednostkom samorządu terytorialnego, organizacjom pozarządowym oraz innym osobom prawnym i organizacjom nie posiadającym osobowości prawnej. Od 2022 roku odznaka może być nadawana pośmiertnie.
Odznakę nadaje Sejmik Województwa Łódzkiego, a wręcza ją Przewodniczący Sejmiku Województwa. Do wystąpienia z wnioskiem o nadanie odznaki są organy jednostek samorządu terytorialnego i gospodarczego oraz organizacji pozarządowych.

## Wygląd
Odznakę stanowi bity z metalu medal o średnicy 40 mm. Na awersie wygrawerowany jest herb województwa łódzkiego, a na rewersie napis „ZA ZASŁUGI DLA WOJEWÓDZTWA ŁÓDZKIEGO”.